# Wołodymyr Rybin
Wołodymyr Iwanowycz Rybin (ukr. Володимир Іванович Рибін, ur. 14 września 1980 w Kreminnej) – ukraiński kolarz torowy i szosowy, dwukrotny medalista torowych mistrzostw świata.

## Kariera
Największy sukces w karierze Wołodymyr Rybin osiągnął w 2005 roku, kiedy na torowych mistrzostwach świata w Los Angeles wywalczył złoty medal w wyścigu punktowym. Ukrainiec wyprzedził wtedy bezpośrednio Greka Ioannisa Tamouridisa oraz Hiszpana Joana Llanerasa. Na rozgrywanych rok później mistrzostwach świata w Bordeaux wspólnie z Lubomyrem Połatajko zdobył srebrny medal w madisonie. Na igrzyskach olimpijskich w Atenach w 2004 roku razem z Wasylem Jakowlewem był piąty w tej samej konkurencji. W 2008 roku, podczas igrzysk olimpijskich w Pekinie w madisonie był piętnasty, a rywalizację w wyścigu punktowym ukończył jedną pozycję wyżej.